# Dichonemertes hartmanae
Dichonemertes hartmanae är en djurart som tillhör fylumet slemmaskar, och som beskrevs av Ernest F. Coe 1938. Dichonemertes hartmanae ingår i släktet Dichonemertes och familjen Emplectonematidae. Inga underarter finns listade i Catalogue of Life.